# Франсис Гойя
Франсис Гойя (фр. Francis Goya; имя при рождении Франсуа́ Вейе́р (фр. François Weyer); р. 16 мая 1946, Льеж, Бельгия) — бельгийский гитарист и композитор.  В 1975 году выпустил инструментальную  композицию «Ностальгия», ставшую хитом. Работал продюсером в конце 1970-х и начале 1980-х годов, в 1991 и 1993 годах был дирижёром на конкурсе песни «Евровидение», руководя оркестром для участников из Люксембурга.

## Биография
Родившись в семье музыкантов, он впервые взял в руки гитару в возрасте 12 лет. В 16 лет Франсис Гойя организовал свою первую группу (Les Jivaros) вместе со своим братом-ударником и несколькими друзьями. 
В 1965 году Франсис Гойя познакомился с Лу Деприйком, певцом «Two Man Sound» и «Lou & The Hollywood Bananas». С Руйменом они основали группу «Liberty Six», запомнившуюся в истории бельгийского рока своим новаторским характером. Затем, все еще с Лу Деприйком и Дэни Ладемахером, он основал Kleptomania, чья песня «I've Got My Woman By My Side» стала андеграундным хитом в 1970 году. 
В 1970 году Франсис Гойю приглашают в профессиональную группу J J Band, играющую музыку соул, с которой он записывает два альбома, продюсером второго альбома является Брайан Беннет (Brian Bennet), ударник группы The Shadows. Эта пластинка записывается в Лондоне для компании CBS. Благодаря J J Band Франсис Гойя принимает участие в турне по Европе и Африке. Также он становится студийным гитаристом и играет на сцене с такими разными исполнителями, как Демис Руссос, The Three Degrees, Вики Леандрос и другими. Является одним из лучших, покорил многие бельгийские сцены.

### «Ностальгия» («Nostalgia»)
В 1975 он записывает свою первую сольную пластинку «Nostalgia», которая быстро поднялась на верхние строчки хит-парадов. Сингл «Nostalgia» (1975) написанный Франсисом Гойей вместе с его отцом, стал международным хитом, достигнув 1-го места в Бельгии, Голландии, Германии, Норвегии и Бразилии. Именно«Nostalgia» послужила началом его международной карьеры. Франсис Гойя ездит в турне по всему миру: от Азии до Латинской Америки, Южной Африки, СССР и т. д. Между турами он записывает как минимум по одному новому альбому, количество которых в итоге достигает 40, под другим источникам 50грампластинок и компакт-дисков, большей части из них присваивается золотой или платиновый статус.  Франсис Гойя продал более 13 , по другим источникам 20 миллионов своих альбомов по всему миру — ситуация довольно редкая для инструментальной музыки. В 1991 году Франсис Гойя дирижирует оркестром в выступлении Люксембурга на Евровидении в Риме, а в 1993 году — в Ирландии.

### Латиноамериканское влияние
Всегда восхищаясь латиноамериканской музыкой, Франсис Гойя в 1991 году решает записать параллельно с инструментальной музыкой компакт-диск бразильских песен («Bahia Lady»). Тембр его голоса и пылкость его гитарного исполнения явили собой прекрасное сочетание, которое понравилось публике. Он решает продолжить данное направление и в 1992 и 1993 годах записывает два новых альбома в этом же стиле («Noche Latino» и «Festival Latino»).  Три альбома были записаны с боливийской певицей Карминой Кабрерой (1990).  1994 год становится годом возвращения к истокам и записи нового инструментального диска, а также годом турне в Голландии, где было дано около пятидесяти концертов.
В 1996 записывается новый альбом («Gondwana») с музыкой в стиле нью-эйдж.
В 1998 году Франсис Гойя записывает прекрасные песни Жака Бреля (Jacques Brel), которые выходят на CD и получают распространение по всей Европе. Затем записывается совместный альбом с Ричардом Клайдерманом.

### Ветер с Востока
В 1981 году Гойя стал первым артистом «лёгкого жанра», выступившим вместе с оркестром Большого театра, под аккомпанемент русских народных инструментов и мужского хора. Русские мотивы Гойе удаются, о чём свидетельствует  альбом «Moscow Nights». В этот альбом с воздушными куполами собора Василия Блаженного на обложке вошли в основном обработки народных песен — «Калинка», «Две гитары», «Очи чёрные» и необыкновенные интерпретации «Подмосковных вечеров» Соловьева-Седого и «Дорогой длинною» Раскина.
Альбом «Moscow Nights», записанный в Москве, издаётся в 1981 году во всех республиках Советского Союза, где пользуется широкой популярностью, что позволило Франсису Гойе стать западноевропейской звездой в Восточной Европе.

### Март 2001 года, первые концерты в Эстонии

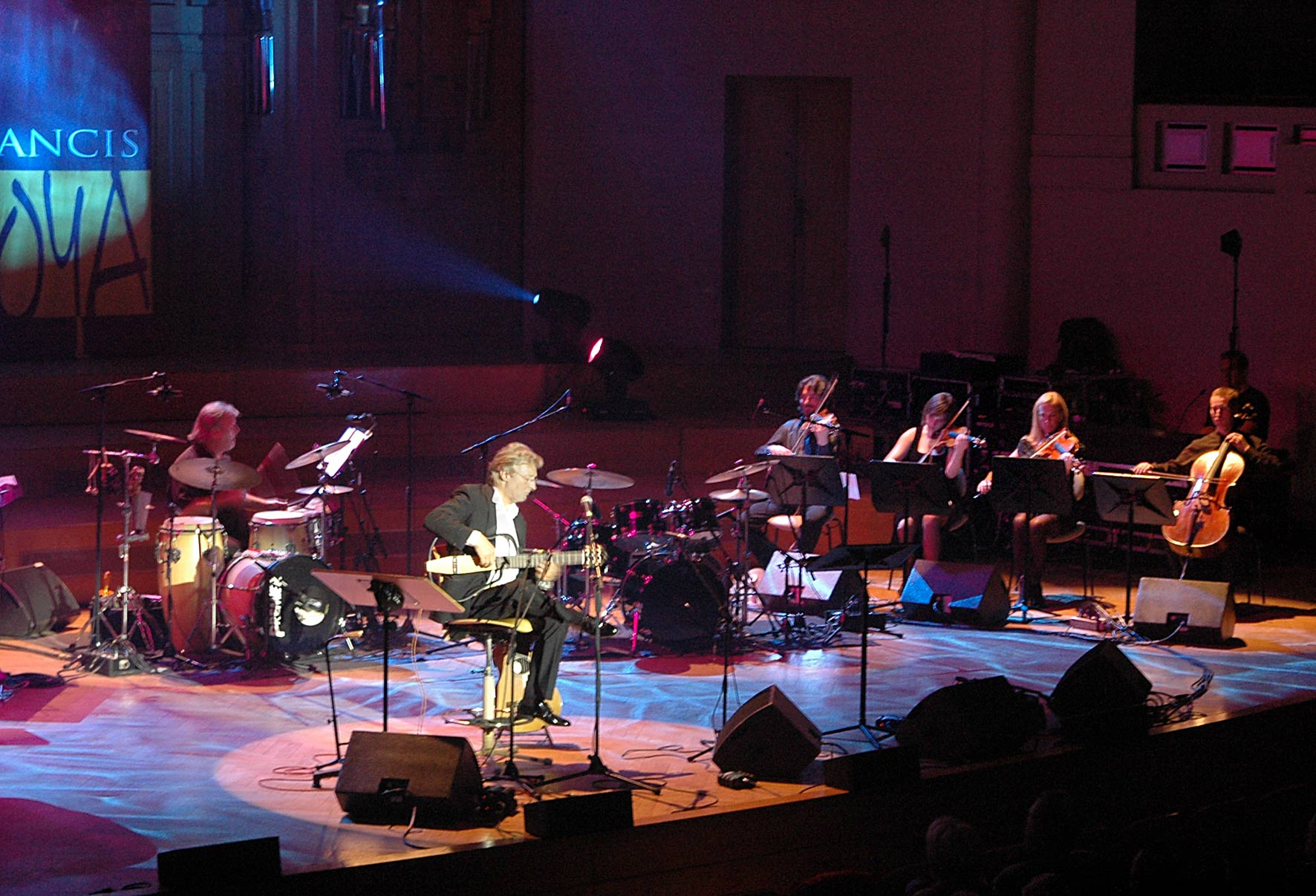
Фрэнсис Гойя играет в Брюсселе в 2005 году

Через двадцать лет после успеха в Восточной Европе Франсису Гойе было предложено дать концерт в Эстонии, в Таллиннской филармонии, в сопровождении камерного оркестра в концертном зале филармонии, под руководством Жана-Люка Дриона (Jean-Luc Drion), пианиста и дирижёра, с которым Франсиса Гойю связывает дружба на протяжении 30 лет.
Этот первый концерт был настолько успешен, что Франсис Гойя был вынужден увеличить время своего пребывания в Эстонии и дать второй концерт на следующий день в том же концертном зале филармонии. После такого первого опыта в Эстонии Франсис Гойя решил записать инструментальный альбом, включающий произведения, написанные известным эстонским композитором Раймондом Валгре.
Этот альбом также принёс ему огромную популярность в Эстонии. Ко всему прочему, российский альбом «A Tribute To Alexandra Pakhmutova», записанный в Санкт-Петербурге, получил широкое распространение в Корее, на Тайване и в Китае.
Благодаря своей популярности Франсис Гойя совершает регулярные турне по всему миру, в том числе и по России (2006, 2007, 2009 (тур по Сибири и Дальнему Востоку, 2010—Москва, 2012—Москва, 2017— концерт в Большом Кремлёвском дворце, Москва), в 2020—Литва.
В январе 2008 года Франсис Гойя со своей семьёй решает переехать в Марракеш (Марокко) и продолжает давать гала-концерты в Канаде, Южной Африке, России, Эстонии.
В 2010 году Франсис Гойя открывает свою первую музыкальную школу «Ateliers Art et Musique» (Художественная и музыкальная студия) в Марракеше.
В 2011 году он создаёт «Фонд Франсиса Гойи» для культурного развития марокканских детей и подростков из неблагополучных районов при поддержке посла Бельгии в Марокко, консула Бельгии в Марокко и высокопоставленных чиновников Марокканского государства.

## «Atelier Art et Musique» (Художественная и музыкальная студия) в Марракеше (Марокко)
При инициативе Франсиса Гойи и его дочери Валерии, которая также работает в Фонде, школа-студия «Atelier Art et Musique Francis Goya» была создана 8 марта 2010 года. Благодаря моральной поддержке Консульства Бельгии, префектуры Марракеша и партнёрству с Yamaha, стало возможно начать занятия по инструментальным и вокальным дисциплинам. Atelier Art & Musique Francis Goya ориентирована на всех, от новичков до состоявшихся музыкантов, и на всё, от музыкального развития до сольфеджио, включая многочисленные занятия по игре на гитаре, пианино, скрипке, уроки танцев и пения.

## Фонд Франсиса Гойи
Франсис Гойя на протяжении нескольких лет оказывал помощь детским домам и средним школам в Камбодже, департаменту неотложной педиатрии больницы королевы Фабиолы в Бельгии, Онкологическому фонду Сен-Мишель в Брюсселе. После поездки в Марокко он решил организовать фонд, целью которого стало бы открытие новых талантов среди детей и подростков из неблагополучных районов, помощь им в развитии их музыкальных талантов. Фонд организует бесплатные концерты для того, чтобы собрать средства на покупку музыкальных инструментов и финансировать уроки пения и танцев для детей.

## Издания в СССР и России
В 1980 году советской фирмой "Мелодия" была выпущена долгоиграющая пластинка с записями музыки в исполнении Франсиса Гойи: "Франсис Гойя. Гитара".
Музыка Гойи пользовалась большой популярностью в СССР и России.
В 1990-е годы выходили диски с произведениями Ф. Гойи.
В мае 2002 года музыкант представил в Санкт-Петербурге свой новый альбом с музыкой Александры Пахмутовой.

## Отражение в культуре
В 2006 году рэпер Баста Раймс воспроизвёл отрывок из старой композиции Франсиса Гойи «Faded Lady», который стал № 1 в топ-100 в США под названием «New York Shit» (альбом «The Big Bang»).
В 2003 году группа Safri Duo в композиции «Fallin' High» использовала отрывок из композиции «Tonight’s the Night», написанной Франсисом Гойей в 1976 году для «The S.S.O. Orchestra».